# くじけないで
『くじけないで』は、詩人・柴田トヨの処女詩集。2010年3月17日に飛鳥新社より刊行された。

## 書誌情報
- くじけないで（2010年3月17日、飛鳥新社、ISBN 9784870319929）
- くじけないで 朗読DVD（2010年12月27日、飛鳥新社、ISBN 9784864100533）
- くじけないで 文庫版（2013年10月10日、飛鳥新社、ISBN 9784864102711）

## 映画
『くじけないで』は、2013年の日本の伝記映画。柴田トヨの同名詩集と第2詩集『百歳』を原作として、柴田の生涯を描いている。

### ストーリー
2006年の宇都宮。明治、大正、昭和、平成を生き抜いて来た女性・柴田トヨは、目を患ったことをきっかけに元気をなくしてしまう。そんなトヨに一人息子・健一は詩を書くように勧める。次第に詩作に夢中になったトヨは元気を取り戻すと、これまでの人生を振り返る。また、彼女の詩は周りの人々にも前向きな力を与えていく。

### キャスト
- 柴田トヨ：八千草薫（若い頃：檀れい、幼少時：芦田愛菜） - 詩人。
- 柴田健一：武田鉄矢（若い頃：尾上寛之、幼少時：池澤巧貢） - トヨの一人息子。求職中。
- 柴田静子：伊藤蘭（若い頃：黒木華） - 健一の妻。しっかり者。
- 柴田貞吉：鈴木瑞穂（若い頃：橋本じゅん） - トヨの亡夫。
- 柴田サト：倉野章子（若い頃：粟田麗） - トヨの母。
- 上条医師：上地雄輔 - 診療所の医師。
- 藤巻：ピエール瀧 - サラリーマン。シングルファーザー。
- 藤巻ゆめみ：上神田らら - 藤巻の娘。登校拒否の小学生。
- ヘルパーさん：朝倉えりか
- 競輪場の中年コーチ：でんでん
- ハローワーク担当者：池脇千鶴

### スタッフ
- 監督：深川栄洋
- プロデューサー：吉田直子、浅岡直人
- 企画・プロデュース：橋口一成
- 原作：柴田トヨ『くじけないで』『百歳』（飛鳥新社刊）
- 脚本：深川栄洋
- 撮影：石井浩一
- 美術：松本知恵
- 編集：坂東直哉
- 音楽：富貴晴美
- 音楽プロデューサー：小野寺重之
- 主題歌：由紀さおり「わたしのうた」
- スクリプター：	川野恵美
- 照明：椎原教貴
- 装飾：藤田徹、吉村昌悟
- 題字：荒木経惟
- 録音：林大輔
- 助監督：菅原丈雄
- 配給：松竹
- 製作委員会：松竹、ビーエスフジ、AOI Pro.、産経新聞社、スリーグッドラック、トライサム、ブレインウォッシュ、博報堂、東海テレビ放送
- 制作プロダクション：松竹撮影所、AOI Pro.
- 制作協力：松竹映像センター

### 作品の評価
2013年11月16日に全国256スクリーンで公開され、最初の2日間の成績は動員3万9107人で興収4261万3500円となり、国内映画ランキング（全国週末興行成績・興行通信社提供）で初登場6位となった。2014年2月時点の興収データでは累計3.03億円。

### 受賞
第38回報知映画賞
- 助演男優賞 - ピエール瀧（『凶悪』の演技と合わせて受賞）[3]

第56回ブルーリボン賞
- 助演男優賞 - ピエール瀧（『凶悪』『そして父になる』と合わせて受賞）[4]

第6回TAMA映画賞
- 最優秀女優賞 - 池脇千鶴（『そこのみにて光輝く』『潔く柔く』『神様のカルテ2』と合わせて受賞）[5]